# Pyogen
Pyogen bedeutet Eiter bildend. Die Entstehung von Eiter wird als Pyogenese bezeichnet. Der Begriff Pyogen bezeichnet die Fähigkeit eines Krankheitserregers, eitrige Entzündungen zu verursachen. In den meisten Fällen handelt es sich bei diesen Erregern um Bakterien. Pyogene Erreger sind z. B. bestimmte Streptokokken und Staphylokokken.